# Rio Volta

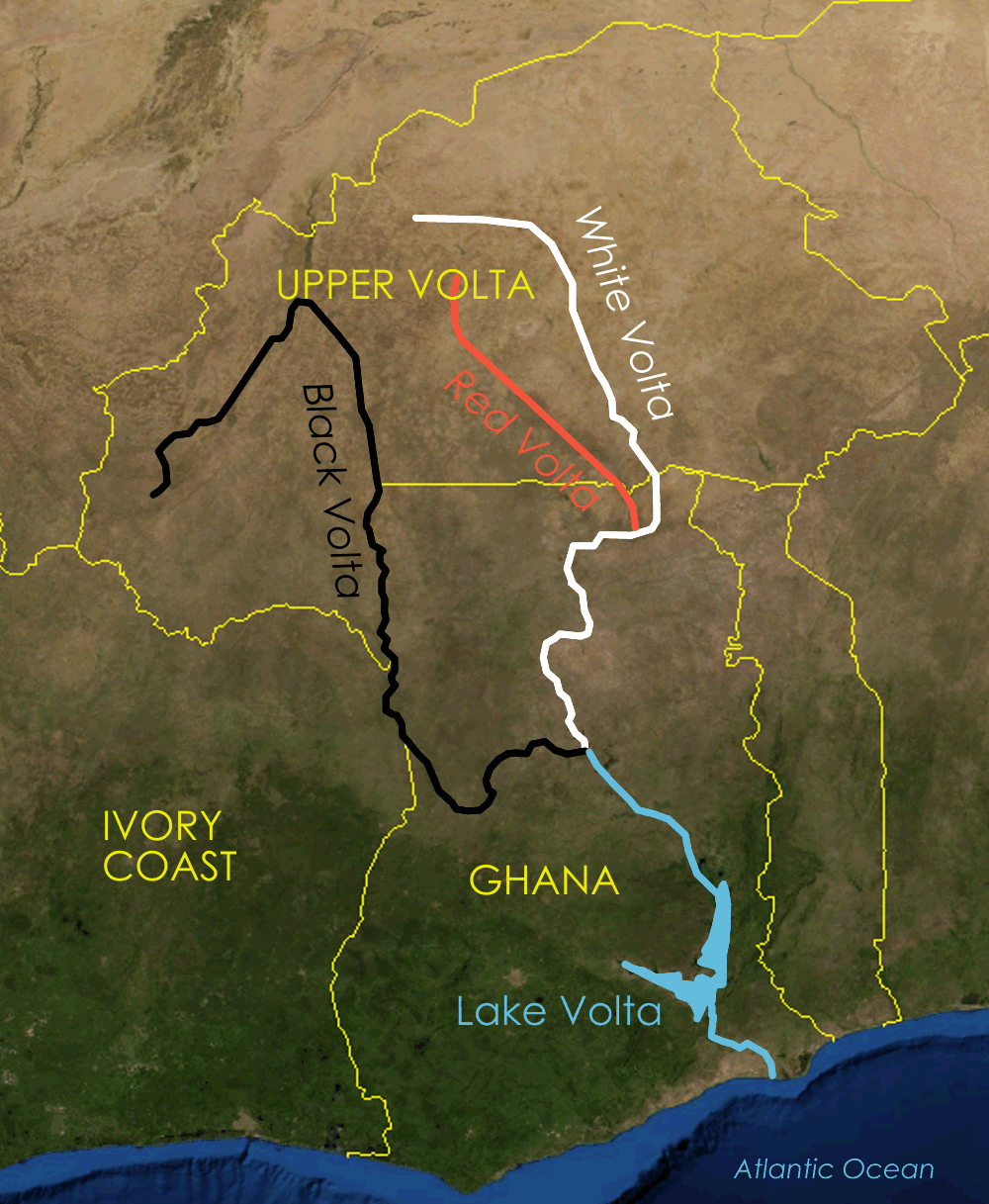
Mapa da zona do rio Volta

O rio Volta é um dos três grandes rios africanos que desaguam no Golfo da Guiné, além do Congo e do Níger. A sua bacia hidrográfica, que parte do Burkina e desagua no golfo da Guiné, tem mais de 407 mil km², sendo que o rio, por si só, perfaz um comprimento na ordem dos 1819 km.
Resulta da junção de três rios o Volta Preto (também conhecido como Mouhoun), o Volta Branco (também conhecido como Nakambé) e pelo Volta Vermelho (também conhecido como Nazinon), os quais convergem a Sul, no Gana, nas cercanias da cidade hanseática de Salaga.
O rio Volta, ao chegar a Akosombo, expande-se para dar lugar ao Lago Volta, que é, por sinal, um dos maiores lagos artificiais do mundo. O lago Volta foi formado na sequência  da construçáo da barragem de Akosombo em 1965.

## História
Os portugueses comerciaram na foz do Volta durante a época dos Descobrimentos, sobretudo ouro, pelo que a costa junto ao delta do Volta ficou conhecida como Costa do Ouro.
De acordo com alguns autores, crê-se que o nome deste rio, baptizado pelos portugueses, se possa ficar a dever ao seu trajecto sobremaneira sinuoso, característica que aliás partilha com os seus três afluentes, já mencionados acima.
Outra tese etimológica defende que o rio Volta seria uma área que demarcava para os navios portugueses o ponto de retorno, especulando que as características do rio se prestavam para que as embarcações pudessem nele dar a volta.
O nome deste rio serviu de inspiração quer na designação, quer na iconografia usada na bandeira da antiga colónia francesa do Alto-Volta,  a qual veio a dar origem à actual república de Burkina Faso.